# Società Sportiva R.O.I. Lazio Calcio Femminile 1985-1986
Questa voce raccoglie le informazioni riguardanti la Società Sportiva R.O.I. Lazio Calcio Femminile nelle competizioni ufficiali della stagione 1985-1986.

## Rosa
Rosa aggiornata alla fine della stagione.
| N. |                   | Ruolo | Calciatrice        |
| -- | ----------------- | ----- | ------------------ |
|    | Italia (bandiera) | A     | Florinda Ciardi    |
| 4  | Italia (bandiera) | C     | Marisa Conicchioli |
| 11 | Italia (bandiera) | A     | Federica D'Astolfo |
|    | Italia (bandiera) | A     | Antonella Del Rio  |
| 12 | Italia (bandiera) | P     | Cristina Del Sarto |
| 12 | Italia (bandiera) | P     | Monica Di Bernardo |
| 6  | Italia (bandiera) | C     | Maura Furlotti     |
| 2  | Italia (bandiera) | D     | Rita Messina       |
| 3  | Italia (bandiera) | D     | Bianca Micieli     |

| N. |                   | Ruolo | Calciatrice           |
| -- | ----------------- | ----- | --------------------- |
| 9  | Italia (bandiera) | A     | Carolina Morace       |
| 1  | Italia (bandiera) | P     | Alessandra Nappi      |
| 7  | Italia (bandiera) | C     | Cristina Pierluca     |
| 5  | Italia (bandiera) | D     | Elisabetta Saldi      |
| 10 | Spagna (bandiera) | A     | Conchi Sánchez Freire |
| 8  | Italia (bandiera) | C     | Elisabetta Secci      |
| 4  | Italia (bandiera) | A     | Catia Silvestri       |
| 2  | Italia (bandiera) | A     | Francesca Sisto       |